# Список умерших в 848 году

## Дата смерти неизвестна или требует уточнения
- Али ибн аль-Мадини, хадисовед, хафиз, историк.
- Гильом I, граф Бордо и герцог Васконии (846—848).
- Дрест X, король пиктов (845—848).
- Игнатий, византийский писатель, диакон Великой церкви, митрополит Никейский.
- Ител ап Артуир, король Гвента (810—848).
- Ли Гунцзо, китайский писатель эпохи Тан.
- Сунифред, граф Сердани (835—848), Урхеля (838—848), Барселоны, Жироны, Осоны, Бесалу, Конфлана, Нарбонны, Агда, Безье, Лодевы, Мельгёя и Нима (844—848).
- Феодор Эдесский, христианский писатель и богослов, епископ города Эдесса, католический и православный святой.
- Финснехта мак Томмалтайг, король Коннахта (843—848) из рода Уи Бриуйн.
- Энянь дэлэ-хан, каган Уйгурского каганата (846—848), последний каган.
- Этельред II, король Нортумбрии (841—844, 844—848) из династии Идингов.
- Яхья ибн Маин, исламский богослов, традиционалист.